# ویلیام کاکستون

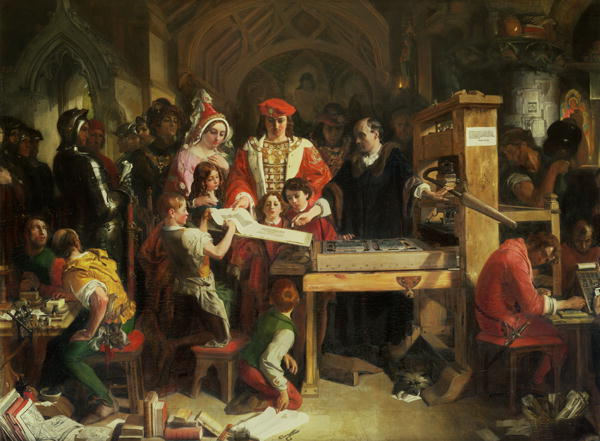
کاکستون نخستین نمونهٔ چاپی خود را به شاه ادوارد چهارم نشان می‌دهد

ویلیام کاکستون (به انگلیسی: William Caxton) (زادهٔ حدود ۱۴۲۲ - درگذشته حدود ۱۴۹۲) نخستین ناشر و چاپخانه‌دار انگلیسی بود. او همچنین کار ترجمهٔ آثار فرانسوی‌ای که به چاپ می‌رساند را خودش عهده‌دار بود.

## زندگی‌نامه
ویلیام کاکستون در حدود ۱۴۲۲ در احتمالاً تنتردن در ویلد کنت زاده شد. او در ابتدا به کار تجارت لباس در لندن مشغول بود اما در ۱۴۴۱ به بروژ رفت و تا ۱۴۷۰ در آنجا ماند. او سپس در ۱۴۷۱ به کلن رفت و احتمالاً کار چاپ را در مدت ۲ سالی که در آنجا بود آموخت. دیری نپایید که کاکستون نخستین کتاب انگلیسی‌زبان با عنوان «مجموعه تواریخ تروآ» را که خود از فرانسه به انگلیسی برگردانده بود در ۱۴۷۵ به چاپ رساند. او سپس در ۱۴۷۶ به انگلستان بازگشت و انتشاراتی خود را در وست‌مینستر راه‌اندازی نمود. کاکستون در ۱۴۷۶ حکایت‌های کنتربری (اثر جفری چاوسر) و سپس در سال ۱۴۷۷ «سخنانی از فیلسوفان» را به چاپ رساند که نخستین کتاب چاپ انگلستان شناخته می‌شوند. همچنین در ۱۴۸۵ اثر سر توماس مالوی «مرگ شاه آرتور» را چاپ کرد با این حال از نظر شخصی اعتقادی به آن نداشت و خوانندگانش را تشویق می‌کرد که در صحت آن‌ها همچون او مشکوک باشند "شما آزاد هستید که روایت مالوی را بپذیرید یا رد کنید»
کاکستون در حدود صد عنوان کتاب را به چاپ رساند و قصه‌های کنتربری تنها یک سوم از آنها به صورت نسخه‌های کامل یا بخشی از اثر اصلی برجای مانده است. ویلیام کاکستون در حدود ۱۴۹۲ در لندن درگذشت.